# Fabio Cerutti
Fabio Cerutti (Turín, Italia, 26 de septiembre de 1985) es un atleta italiano especializado en la prueba de 60 m, en la que consiguió ser subcampeón europeo en pista cubierta en 2009.

## Carrera deportiva
En el Campeonato Europeo de Atletismo en Pista Cubierta de 2009 ganó la medalla de plata en los 60 metros, con un tiempo de 6.56 segundos, tras el británico Dwain Chambers y por delante del también italiano Emanuele di Gregorio (bronce también con 6.56 segundos).